# Festival di Sanremo 1979

Scenografia di Sanremo 1979, in stile un po' fiabesco e un po' come Carosello.

Il ventinovesimo Festival di Sanremo si svolse al teatro Ariston di Sanremo dall'11 al 13 gennaio 1979 con la conduzione di Mike Bongiorno, affiancato dall'attrice e modella Anna Maria Rizzoli.
La direzione musicale fu affidata, come nell'edizione precedente, a El Pasador, ma il comune di Sanremo e la Rai, insoddisfatti delle ultime gestioni di Vittorio Salvetti, decisero di esternalizzare l'organizzazione dell'evento, affidandola, per la prima volta, ad una società privata di produzione esterna: la Publispei di Gianni Ravera, che venne messo a capo della direzione artistica.
Lo spettacolo fu assicurato dalla presenza di alcuni big nazionali ed internazionali, mentre l'inaspettata vittoria (alla vigilia del Festival si davano infatti per favoriti i Camaleonti) di Mino Vergnaghi con la canzone Amare non ebbe molta risonanza, visto anche che la sua casa discografica, la Ri-Fi, fallì poco dopo la vittoria del Festival e la pubblicazione del singolo e del suo primo album, dal titolo omonimo al cantante.
Per le prime due serate, la Rai trasmise in televisione solo uno special, di circa mezz'ora, in diretta dal teatro Ariston nel corso del quale venivano eseguite unicamente le sei canzoni proclamate finaliste: il primo special fu trasmesso, appunto, la sera dell'11 gennaio alle ore 22:45 e il secondo la sera successiva attorno alle ore 23:10. La serata finale (sabato 13 gennaio) della kermesse canora, venne invece trasmessa integralmente dalle ore 20:40 sul primo canale: erano in gara le 12 canzoni finaliste. In diretta radiofonica su Radio Due vennero trasmesse integralmente tutte e tre le serate.
Buoni i riscontri di vendite per i Camaleonti, Enzo Carella e Franco Fanigliulo, circa il brano di quest'ultimo gira voce da anni che A me mi piace vivere alla grande contenesse alcune allusioni esplicite alla cocaina, tanto che si dice fu costretto a sostituire il verso della sua canzone "foglie di cocaina" con "bagni di candeggina".. L'informazione non è stata mai avvalorata da fonti dell'epoca e il testo, con il termine "cocaina", non ha più senso "bagni di candeggina, voglio sentirmi uguale, uguale a un gatto rosa per essere sporcato e raccontare a tutti che sono immacolato", con le logiche concatenazioni candeggina/sporcato/immacolato. La versione da studio del brano non riporta alcuna differenza di testo (come invece avvenne per Francesco Magni, l'anno dopo, per la sua "Voglio l'erba voglio").
Il termine "cocaina" è presente nel testo del brano dei Camaleonti, "Quell'attimo in più", che venne eseguito senza alcuna modifica.

La stessa censura non toccò parimenti la canzone Sarà un fiore del cabarettista milanese Enrico Beruschi, nonostante il testo contenesse vari doppi sensi a sfondo sessuale.

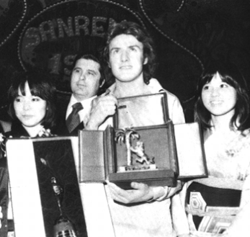
Il cantante Mino Vergnaghi vincitore del Festival

## Partecipanti
| Interprete          | Ultime partecipazioni al Festival |
| ------------------- | --------------------------------- |
| Antoine             | 1971                              |
| Ayx                 | Esordienti                        |
| I Camaleonti        | 1976                              |
| Ciro Sebastianelli  | 1978                              |
| Collage             | 1977                              |
| Enrico Beruschi     | Esordiente                        |
| Enzo Carella        | Esordiente                        |
| Franco Fanigliulo   | Esordiente                        |
| Gianni Mocchetti    | Esordiente                        |
| Gli Opera           | 1976                              |
| Grimm               | Esordienti                        |
| Il Était une Fois   | Esordienti                        |
| Kim & The Cadillacs | Esordienti                        |
| Lorella Pescerelli  | Esordiente                        |
| Marinella           | Esordiente                        |
| Massimo Abbate      | Esordiente                        |
| Michele Vicino      | Esordiente                        |
| Mino Vergnaghi      | Esordiente                        |
| Nicoletta Bauce     | Esordiente                        |
| Pandemonium         | Esordienti                        |
| Roberta             | Esordiente                        |
| Umberto Napolitano  | 1977                              |

## Classifica, canzoni e cantanti
| Posizione | Interprete          | Canzone                          | Autori                                             | Voti ricevuti  |
| --------- | ------------------- | -------------------------------- | -------------------------------------------------- | -------------- |
| 1º        | Mino Vergnaghi      | Amare                            | P. Finà e S. Ortone                                | 1441 (701+740) |
| 2º        | Enzo Carella        | Barbara                          | E. Carella e P. Panella                            | 1257 (702+555) |
| 3º        | I Camaleonti        | Quell'attimo in più              | M. Lavezzi, O. Avogadro e D. Pace                  | 1256 (619+637) |
| 4º        | Collage             | La gente parla                   | A. De Sanctis, S. Di Nardo e M. Marrocchi          | 1210 (653+567) |
| 5º        | Enrico Beruschi     | Sarà un fiore                    | D. Pace, C. Conti e M. Panzeri                     | 1196 (647+549) |
| 6º        | Franco Fanigliulo   | A me mi piace vivere alla grande | O. Avogadro, R. Borghetti, F. Fanigliulo e D. Pace | 1156 (620+536) |
| 7º        | Lorella Pescerelli  | New York                         | F. Migliacci e F. Paulin                           | 1149 (590+559) |
| 8º        | Kim & The Cadillacs | C'era un'atmosfera               | A. Stellita e P. Cassano                           | 1054 (570+484) |
| 9º        | Umberto Napolitano  | Bimba mia                        | U. Napolitano                                      | 1044 (494+550) |
| 10º       | Pandemonium         | Tu fai schifo sempre             | A. Giordano, M. Paulicelli e G. Mauro              | 993 (490+505)  |
| 11º       | Antoine             | Nocciolino                       | M. Piccoli                                         | 957 (449+508)  |
| 12º       | Grimm               | Liana                            | L. Lazzarini                                       | 854 (448+406)  |
| NF        | Marinella           | Autunno cadono le pagine gialle  | R. Ferri e G. Trombetti                            |                |
| NF        | Nicoletta Bauce     | Grande mago                      | N. Bauce e R. Colombo                              |                |
| NF        | Il Était une Fois   | Impazzirò                        | P. Civello e Basilivan                             |                |
| NF        | Michele Vicino      | In due                           | G. Belfiore e M. Vicino                            |                |
| NF        | Massimo Abbate      | Napule cagnarrà                  | W. Montanelli                                      |                |
| NF        | Roberta             | Il sole, la pioggia              | D. Pace e C. Conti                                 |                |
| NF        | Ciro Sebastianelli  | Ciao Barbarella                  | C. Sebastianelli, D. Pace e O. Avogadro            |                |
| NF        | Ayx                 | Ayx Disco                        | R. Galardini                                       |                |
| NF        | Gianni Mocchetti    | Talismano nero                   | Manipoli e G. Mocchetti                            |                |
| NF        | Gli Opera           | Il diario dei segreti            | C. Daiano e G. Adorno                              |                |

## Il regolamento e il mistero (risolto) delle "strane" immagini della giuria radiofonica
Con la speranza di un nuovo successo rispetto alle edizioni precedenti, il regolamento cambiò nuovamente, facendo aumentare i brani in concorso, saliti a 22 e introducendo di conseguenza nuovamente le serate eliminatorie.
Viene quindi stabilita un'interpretazione per brano. Nelle serate eliminatorie vennero presentati 11 brani, di cui 6 furono promossi in finale. Ogni giurato radiofonico dopo l'esecuzione dell'ultimo brano, era invitato a segnalare sei preferenze. 
Prima Serata
| Ordine di Uscita | Artista             | Canzone               | Esito       | Preferenze | Classifica Finale |
| ---------------- | ------------------- | --------------------- | ----------- | ---------- | ----------------- |
| 1                | Enzo Carella        | Barbara               | Qualificato | 702        | 1°                |
| 2                | Opera               | Il Diario dei segreti | Eliminati   | /          | 7°/11°            |
| 3                | Gianni Mocchetti    | Talismano nero        | Eliminato   | /          | 7°/11°            |
| 4                | Ayx                 | Ayx Disco             | Eliminati   | /          | 7°/11°            |
| 5                | Antoine             | Nocciolino            | Qualificato | 449        | 5°                |
| 6                | Mino Vergnaghi      | Amare                 | Qualificato | 701        | 2°                |
| 7                | Grimm               | Liana                 | Qualificati | 448        | 6°                |
| 8                | Kim & The Cadillacs | C'era un'atmosfera    | Qualificati | 570        | 4°                |
| 9                | Ciro Sebastianelli  | Ciao Barbarella       | Eliminato   | /          | 7°/11°            |
| 10               | Roberta             | Il sole, la pioggia   | Eliminata   | /          | 7°/11°            |
| 11               | Lorella Pescerelli  | New York              | Qualificata | 590        | 3°                |

Seconda Serata
| Ordine di Uscita | Artista            | Canzone                          | Esito       | Preferenze | Classifica Finale |
| ---------------- | ------------------ | -------------------------------- | ----------- | ---------- | ----------------- |
| 1                | Il était une Fois  | Impazzirò                        | Eliminati   | /          | 7°/11°            |
| 2                | Umberto Napolitano | Bimba mia                        | Qualificato | 494        | 5°                |
| 3                | Pandemonium        | Tu fai schifo sempre             | Qualificati | 490        | 6°                |
| 4                | I Camaleonti       | Quell'attimo in più              | Qualificati | 619        | 4°                |
| 5                | Franco Fanigliulo  | A me mi piace vivere alla grande | Qualificato | 620        | 3°                |
| 6                | Michele Vicino     | In due                           | Eliminato   | /          | 7°/11°            |
| 7                | Massimo Abbate     | Napule Cagnarrà                  | Eliminato   | /          | 7°/11°            |
| 8                | I Collage          | La gente parla                   | Qualificati | 653        | 1°                |
| 9                | Marinella          | Autunno cadono le pagine gialle  | Eliminato   | /          | 7°/11°            |
| 10               | Enrico Beruschi    | Sarà un Fiore                    | Qualificato | 647        | 2°                |
| 11               | Nicoletta Bauce    | Grande Mago                      | Eliminata   | /          | 7°/11°            |

Queste serate non vennero trasmesse in diretta televisiva, ma esclusivamente in diretta radiofonica, avvalendosi però di uno speciale televisivo presentato da Mike Bongiorno, in seconda serata (alle ore 22:45 nella prima serata ed alle ore 23:10 nella seconda serata), in modo che i 6 brani che accedevano alla serata finale venissero poi conosciuti anche dal pubblico televisivo. Durante questa esecuzione dei brani acceduti alla serata finale, subentravano delle giurie televisive, che dovevano dare a ciascuno dei 6 brani un punteggio da 1 a 10. La classifica finale venne stilata sommando i voti raccolte nelle votazioni delle giurie televisive delle prime due serate con quelli ottenuti nella serata finale.
Finale (Terza Serata)
| Ordine di Uscita | Artista             | Canzone                          | Preferenze Semifinale | Risultato Semifinale | Preferenze Finale | Risultato Finale | Somma (Semifinale+Finale) | Risultato della Classifica Finale |
| ---------------- | ------------------- | -------------------------------- | --------------------- | -------------------- | ----------------- | ---------------- | ------------------------- | --------------------------------- |
| 1                | Mino Vergnaghi      | Amare                            | 701                   | 2°                   | 740               | 1°               | 1441                      | 1°                                |
| 2                | Antoine             | Nocciolino                       | 449                   | 5°                   | 508               | 9°               | 957                       | 11°                               |
| 3                | Pandemonium         | Tu fai schifo sempre             | 490                   | 6°                   | 505               | 10°              | 993                       | 10°                               |
| 4                | Kim & The Cadillacs | C'era un Atmosfera               | 570                   | 4°                   | 484               | 11°              | 1054                      | 8°                                |
| 5                | Grimm               | Liana                            | 448                   | 6°                   | 406               | 12°              | 854                       | 12°                               |
| 6                | Umberto Napolitano  | Bimba mia                        | 494                   | 5°                   | 550               | 6°               | 1044                      | 9°                                |
| 7                | Enzo Carella        | Barbara                          | 702                   | 1°                   | 555               | 5°               | 1257                      | 2°                                |
| 8                | I Collage           | La Gente Parla                   | 653                   | 1°                   | 567               | 3°               | 1210                      | 4°                                |
| 9                | Franco Fanigliulo   | A me mi piace vivere alla Grande | 620                   | 3°                   | 536               | 8°               | 1156                      | 6°                                |
| 10               | Enrico Beruschi     | Sarà un Fiore                    | 647                   | 2°                   | 549               | 7°               | 1196                      | 5°                                |
| 11               | I Camaleonti        | Quell'attimo in più              | 619                   | 4°                   | 637               | 2°               | 1256                      | 3°                                |
| 12               | Lorella Pescerelli  | New York                         | 590                   | 3°                   | 559               | 4°               | 1149                      | 7°                                |

Di tutte e tre queste trasmissioni, dopo varie vicissitudini sono stati recuperati i video nell'archivio Rai. Relativo alle prime due serate radiofoniche esiste anche un "girato televisivo grezzo": in esso era inquadrato tutto tranne i cantanti (se non di spalle o in campo lunghissimo). Per questo si pensò ad un video di prova. In realtà, la bizzarria del regolamento voleva che la giuria radiofonica della prima e della seconda serata non venisse influenzata dal video (ovvero dal look e dall'aspetto dei cantanti). Per questo motivo, dai monitor in bassa frequenza delle varie sedi delle giurie, venivano viste queste immagini apparentemente strane ma tali perché finalizzate a basare il giudizio sul solo ascolto delle canzoni. Le riprese di questi due video riguardano unicamente la scenografia, i fiori, gli orchestrali anche quando non suonano, i coristi.

## Orchestra
Orchestra diretta dai maestri: Gianni Dall'Aglio, Marcello Faneschi, Gianni Mazza, Jean Daniel Mercier, Alberto Nicorelli, Pinuccio Pirazzoli, Piero Soffici, Amedeo Tommasi, Giancarlo Trombetti.

## Sigla
- Schola Cantorum - La felicità

## Ospiti cantanti
Questi gli ospiti che si sono esibiti nel corso della serata finale di questa edizione del Festival di Sanremo:
- Pippo Franco ("Mi scappa la pipì papà")
- Iva Zanicchi ("Pronto 113", "Per te")
- Gigi Proietti ("Me vie' da piagne", "Notte de senza luna")
- Riccardo Cocciante ("Io canto", "Carnevale")
- Demis Roussos ("Il mago", "Dolce veleno")
- Kate Bush ("Hammer horror")
- Tina Turner ("Root toot indisputable rock'n'roller")

Al Galà, registrato domenica 14 gennaio 1979 e mandato in onda, tra febbraio e marzo, in cinque trasmissioni (due o tre artisti alla volta) intitolate "Ribalta Internazionale", parteciparono:
- Demis Roussos ("Dolce veleno")
- Tina Turner
- Chic
- Kate Bush ("Hammer Horror" e "Wow")
- Matia Bazar ("Tu Semplicità" e "Però che bello")
- Patty Pravo ("Sentirti" e "Notti Bianche")
- New Trolls
- Bob McGilpin
- Al Jarreau

Le annunciate partecipazioni, da parte del conduttore e da giornali dell'epoca, tra gli ospiti, di Alan Sorrenti e Mia Martini saltarono ed i due artisti non presero parte al programma.

## Organizzazione
Publispei di Gianni Ravera

## Direzione artistica
Gianni Naso